# تاكايوكي كوبوتا
تاكايوكي كوبوتا (باليابانية: 窪田孝行) هو لاعب آيكيدو ‏ وكاتب وممثل ياباني، ولد في 20 سبتمبر 1934 في كوماموتو في اليابان.

## وصلات خارجية
- تاكايوكي كوبوتا على موقع IMDb (الإنجليزية)
- تاكايوكي كوبوتا على موقع قاعدة بيانات الفيلم (الإنجليزية)